# JR東海KiYa 97系柴油動車組
KiYa 97系柴油動車組（日语：キヤ97系気動車），是東海旅客鐵道（JR東海）所擁有的事業用柴聯車，由日本車輛承造。東日本旅客鐵道（JR東日本）所採購的姐妹車KiYa E195系柴油動車組於本條目一併記述。

## 概要
在來線所使用的鐵軌，於日本國有鐵道時代一直由機關車牽引平車運送，由於國鐵分割民營化二十多年以來，機關車與平車皆已老化，故JR東海計劃採購新車取代。由於該公司所擁有的車輛絕大部份是電聯車與柴聯車，機關車佔極少數，基於技術傳承與檢查周期不同的兩種考量，和機關車需進行調車作業的不便，JR東海檢討的結果，決定開發動力分散方式的鐵軌運輸用柴聯車取而代之。
JR東海於2008年採購了四列共8節運送標準長度25公尺鐵軌與架空電車線用鐵塔的KiYa 97系，編組為R1至R4，出廠後配置在名古屋車輛區；同年另採購一列13節運送200公尺長軌的KiYa 97系，編組為R101，配置在美濃太田車輛區。

## KiYa E195系
JR東日本為汰換老舊的平車與機關車，基於柴聯車有更好的運輸效率，經檢討而決定採購JR東海使用的同款車，一樣由日本車輛豐川製作所承造，型式稱為KiYa E195系。
KiYa E195系與KiYa 97系的車體與主要機械大致相同，KiYa E195系因部署於東北地方，針對耐寒及耐雪強化，並修改為相容JR東日本的號誌系統與ATS，列車前端頭燈與工作用照明燈改為LED，長軌運輸用車只有11輛編組。
2017年先行生產一列150公尺長軌運輸用的KiYa E195系，車廂11節，編組稱為LT-1。同年再生產一列25公尺標準長度鐵軌用的KiYa E195系，車廂11節，編組稱為ST-1。兩列皆部署在小牛田運輸區，並開始各種性能試驗及操作訓練。

## 外部連結
- （日語）http://railway.jr-central.co.jp/train/work/detail_04_03/index.html （页面存档备份，存于） JR東海官網
- （日語）https://www.n-sharyo.co.jp/business/tetsudo/pages/jre195dc.htm （页面存档备份，存于） 日本車輌官網
- （日語）
- （日語）
- （日語）